# Richard P. Binzel
| Asteroizi descoperiți: 3 | Asteroizi descoperiți: 3 |
| ------------------------ | ------------------------ |
| 11868 Kleinrichert       | 2 octombrie 1989         |
| 13014 Hasslacher         | 17 noiembrie 1987        |
| (29196) 1990 YY          | 19 decembrie 1990        |

Richard P. Binzel (n. 1958, Washington Court House, Ohio) este un astronom, profesor de planetologie la Massachusetts Institute of Technology (MIT). Este inventatorul Scării Torino, o metodă pentru clasificarea riscului de impact legat de obiecte din apropierea Pământului, cum sunt asteroizii și cometele. 
Împreună cu Schelte J. Bus, este autorul unei clasificări spectrale a asteroizilor, Clasificarea SMASS, denumită așa de la Small Main-Belt Asteroid Spectroscopic Survey, pentru 1.447 de asteroizi.

## Premii
Binzel a primit Premiul Harold Clayton Urey de la Societatea Americană de Astronomie în 1991. A primit și Premiul MacVicar pentru calitatea cursurilor sale susținute la MIT în 1994.

## Onoruri
Asteroidul 2873 Binzel a primit numele în onoarea lui Richard P. Binzel.